# فیدل چاوز
فیدل چاوز (انگلیسی: Fidel Chaves؛ زادهٔ ۲۷ اکتبر ۱۹۸۹) بازیکن فوتبال اهل اسپانیا است.
از باشگاه‌هایی که در آن بازی کرده‌است می‌توان به باشگاه فوتبال رکریتیوو اوئلوا، باشگاه فوتبال آلمریا، باشگاه فوتبال کوردوبا، باشگاه فوتبال الچه، و باشگاه فوتبال لاس پالماس اشاره کرد.